# Saney
Saney is een bestuurslaag in het regentschap Aceh Besar van de provincie Atjeh, Indonesië. Saney telt 136 inwoners (volkstelling 2010).